# Fluprednidene acetate
Fluprednidene acetate (tên thương mại Decoderm trong số những loại khác) là một glucocorticoid mạnh vừa phải được sử dụng dưới dạng kem để điều trị viêm da như viêm da dị ứng và viêm da tiếp xúc.

## Chống chỉ định
Tương tự như các corticoid khác, fluprednidene acetate chống chỉ định trong các tình trạng da do vi khuẩn, nấm hoặc vi rút gây ra, bao gồm mụn trứng cá, giang mai, lao, cũng như bệnh hồng ban và ở trẻ em dưới hai tuổi. Dữ liệu không đầy đủ có sẵn để đánh giá sự an toàn trong khi mang thai và cho con bú.

## Tác dụng phụ
Tác dụng phụ rất hiếm và bao gồm các phản ứng corticoid điển hình như teo da, telangiectasias, rạn da và mụn trứng cá. Chúng chủ yếu xảy ra khi các vùng da lớn (hơn 10% bề mặt cơ thể) được điều trị, khi điều trị được tiếp tục trong hơn hai đến bốn tuần, theo liệu pháp điều trị thường xuyên hoặc trị liệu ở nếp gấp da. Phản ứng quá mẫn cũng đã được mô tả.

## Dược lý
Trong điều trị mở, ít chất đạt đến lưu thông và nồng độ corticoid trong máu của cơ thể (cortisol) không bị ảnh hưởng. Theo liệu pháp điều trị, nồng độ cortisol có thể giảm do phản ứng phản hồi thông qua trục thượng thận tuyến yên hypothalamic. Phản ứng này tuy nhiên không có ý nghĩa lâm sàng.